# 国防部军功奖章
国防部军功奖章（英語：Defense Meritorious Service Medal）是根据吉米·卡特在1977年11月3日签署的第12019号总统令设立的奖章。该奖章是以国防部长的名义授予美国武装部队中任职于联合参谋部或其他国防部的联合部门或临时任职于这些部门60天以上，在非作战岗位上功绩或工作卓著的现役人员。国防部军功奖章的等级介于铜星勋章与军功奖章之间。对凡在同一服役期内获得过任何类似勋章或奖章者不再授予国防部军功奖章。